# Incident u Rendleshamskoj šumi
Incident u Rendleshamskoj šumi (eng. Rendlesham Forrest Incident) pojam je za neobjašnjiva viđenja NLO-a u šumi Rendlesham, u engleskom Suffolku, koji se odigrao između 24. i 27. prosinca 1980. (ovisno o različitim verzijama). Očevici su bili vojnici. Zbog popularnosti događaja, neki su ga nazvali "britanskim Roswellom".
Kraljevske zračne snage (RAF) tada su imale dvije vojne baze u šumi, RAF Bentwaters i RAF Woodbridge. U to vrijeme, koristila ih je američka vojska. Spomenute noći, stražari RAF Woodbridgea su primijetili tajnovita svjetla na nebu koja su sletjela otprilike 500 metara daleko u šumi. Vojnici su pomislili da se radi o malenom zrakoplovu koji se zapalio i srušio, pa su usred noći krenuli istražiti stvar. Međutim, tamo su primijetili čudna svjetla koja se kreću između drveća. Jedan od očevidaca, narednik Jim Penniston, tvrdi da se radilo o "letjelici nepoznatog porijekla" te da je bila topla kada ju je dotaknuo. Zabilježio je i neobične simbole. Letjelica je izgledala poput trokuta te je bila otprilike dva metra visoka. Nakon 10-ak minuta, objekt je navodno odletio u nebo. Idući dan, Penniston je na lokaciji našao tri otiska na tlu, koje je vjerojatno ostavila letjelica. 
Idući dan, u ranim jutarnjim satima, vojnici su se vratili na lokaciju s detektorima radijacije, no nalazi istih su sporni. Poručnik Charles I. Halt osobno je istražio viđenja te snimao razgovore vojnika na audio kazeti. Tada se pojavilo novo neobjašnjivo svjetlo na nebu, pulsiralo, odvojilo se na pet dijelova i nestalo na obzoru.
Usprkos svjedočenju raznih svjedoka, događaj je i danas osporavan, a neki skeptici idu toliko daleko da smatraju da se radi o obližnjem svjetioniku, meteoru ili običnoj špijunskoj letjelici. 2002. britansko ministarstvo obrane objavilo je izvještaj o incidentu na 178 stranica, ali bez konkretnih zaključaka.

## U popularnoj kulturi
- Larry King je u 2007. napravio intervju s Pennistonom o ovom događaju
- Emisija "Na rubu znanosti" je u nekoliko navrata izvještavala o incidentu.
- Emisija "Neriješene misterije" je 18. rujna 1991. napravila izvještaj o incidentu, pod nazivom "Bentwaters UFO".
- Emisija "Strange But True?" (1994.)
- Emisija "Britain's Closest Encounter" (2008.)[7]
- Dokumentarci "UFO Invasion at Rendlesham" (2003.),[8] "British UFO Files" (2004.), "Britain's Roswell" (2005.)

## Vanjske poveznice
- Video svjedočenje Pennistona
- James Penniston i John Burroughs,  website i forum o informacijama o događaju iz 1980.  Arhivirana inačica izvorne stranice od 13. studenoga 2010. (Wayback Machine)
- The Rendlesham forest incident Website
- Ian Ridpath analizira incident
- Nacionalna arhiva NLO dosjea
- Fotografije i detalna mapa područja